# Carla Olson
Carla Olson (Austin, Texas, Estados Unidos; 3 de julio de 1952) es una compositora, intérprete y productora discográfica radicada en Los Ángeles.

## Biografía
Nacida y criada en Austin, Texas, Olson se mudó a Los Ángeles, California, en 1978, donde formó los Textones, cuyo álbum debut Midnight Mission entró en el Billboard 200. Carla es multilingüe. Se desempeñó como traductora de francés de la leyenda maliense Ali Farka Toure. También habla italiano, japonés y sueco.
Una primera versión de los Textones, formada por Olson, Kathy Valentine, Markus Cuff y David Provost, tocó en la escena punk/new wave de finales de los 70 en Los Ángeles y realizó giras por Estados Unidos y Europa. También lanzaron un EP en el Reino Unido y un sencillo en Estados Unidos. Su álbum debut para A&M Records, Midnight Mission, estuvo formado por Olson junto con George Callins, Joe Read, Tom Jr Morgan y Phil Seymour. También realizaron giras por Estados Unidos y Europa. El récord se ubicó en el puesto 76 en el Billboard 200, y ambos sencillos, "Standing in the Line" y "Midnight Mission", aparecieron en videos en MTV y también recibieron difusión por radio. El segundo álbum de Textones, Cedar Creek, fue lanzado en 1987 por Enigma Records.
Olson ha recibido elogios de la crítica por su trabajo como solista, líder de banda y productora. En diversas capacidades, ha trabajado con el ex guitarrista de los Rolling Stones Mick Taylor, Percy Sledge (Sledge ha grabado cinco canciones que Olson ha escrito o coescrito), Ry Cooder, Gene Clark, Don Henley, Bob Dylan, Eric Clapton, John Fogerty, Mikael Rickfors y muchos otros. Sus asociaciones musicales en la década de 1980 incluyeron al exmiembro de Byrd, Gene Clark (que resultó en un álbum a dúo, So Rebellious a Lover) y Mick Taylor. La banda de Carla Olson y Mick Taylor incluía a George Callins a la guitarra, Jesse Sublett al bajo (Sublett había tocado anteriormente con Olson y Valentine en Austin en una banda llamada Violators), Tom Jr Morgan al saxofón y Rick Hemmert a la batería. Su álbum en vivo Too Hot For Snakes agregó a Ian McLagan (Small Faces, Faces) y Barry Goldberg (The Electric Flag, The Rides) en los teclados. Varias combinaciones de estos músicos también aparecen en los álbumes de estudio posteriores de Olson Within An Ace, Reap The Whirlwind y The Ring Of Truth.
Olson también apareció en el primer vídeo de Bob Dylan (de la canción "Sweetheart Like You"). Para devolverle el favor, Dylan le dio a Olson su canción inédita "Clean Cut Kid", que grabó en Midnight Mission. Ry Cooder tocó la guitarra slide en la pista.
Desde 2001, Olson ha concentrado la mayor parte de sus energías en la producción musical, pero ha continuado con sus actividades de composición y coescritura. Ha escrito música para letras (o poemas) de Sterling A. Brown, George Callins, el letrista de Cream Pete Brown, Allan Clarke, George Green, Rick Hemmert, Brian Jones y Jim Morrison. (Esta última colaboración se lanzó en diciembre de 2019 en el lanzamiento ampliado de True Voices, es decir, Oda a Los Ángeles mientras piensa en Brian Jones, fallecido interpretada por Johnny Indovina de Human Drama). También ha escrito con Barry Goldberg, Kathy Valentine, Mikael Rickfors, Danny Tate, Danny Wilde y Pete Brown.
En 2013, después de no lanzar un álbum propio desde The Ring of Truth en 2001, Olson grabó Have Harmony, Will Travel, que es un álbum de covers con vocalistas invitados en cada pista, incluidos Rob Waller, John York, Richie Furay, Juice Newton, James Inveldt, Scott Kempner, Peter Case y Gary Myrick.
El 26 de mayo de 2015 se produjo el relanzamiento de los álbumes de Textones Midnight Mission y Cedar Creek por Omnivore Recordings. Ambos álbumes fueron ediciones ampliadas con pistas de estudio adicionales, grabaciones en vivo, fotografías y ensayos recién escritos.
En enero de 2017, el álbum debut en solitario de Olsons, grabado en Malmo, Suecia, en 1988, fue lanzado en los Estados Unidos por Sunset Blvd Records. Esta edición estadounidense se titula Rubies & Diamonds en honor a una de las pistas del álbum. Cuenta con Olson y George Callins de Textones, además de Gene Clark en la voz, además de la mayoría de los miembros de la banda de rock sueca Wilmer X: Thomas Holst (guitarra solista), Stefan Bjork (bajo), Sticky Bomb (batería) y Jalle. Lorensson (armónica). El álbum fue producido por Tomas Gabrielsson junto con Olson y Callins.
En febrero de 2020, Olson lanzó Have Harmony, Will Travel 2, la secuela del volumen 1. El nuevo álbum incluye nuevos duetos con Stephen McCarthy (de The Long Ryders), Timothy B. Schmit, Peter Noone, Terry Reid, Jim Muske, Ana. Gazzola, así como 4 grabaciones de archivo con Percy Sledge, Gene Clark y I See Hawks In L.A..